# 시과
시과(翅果)는 열매의 한 종류이다.

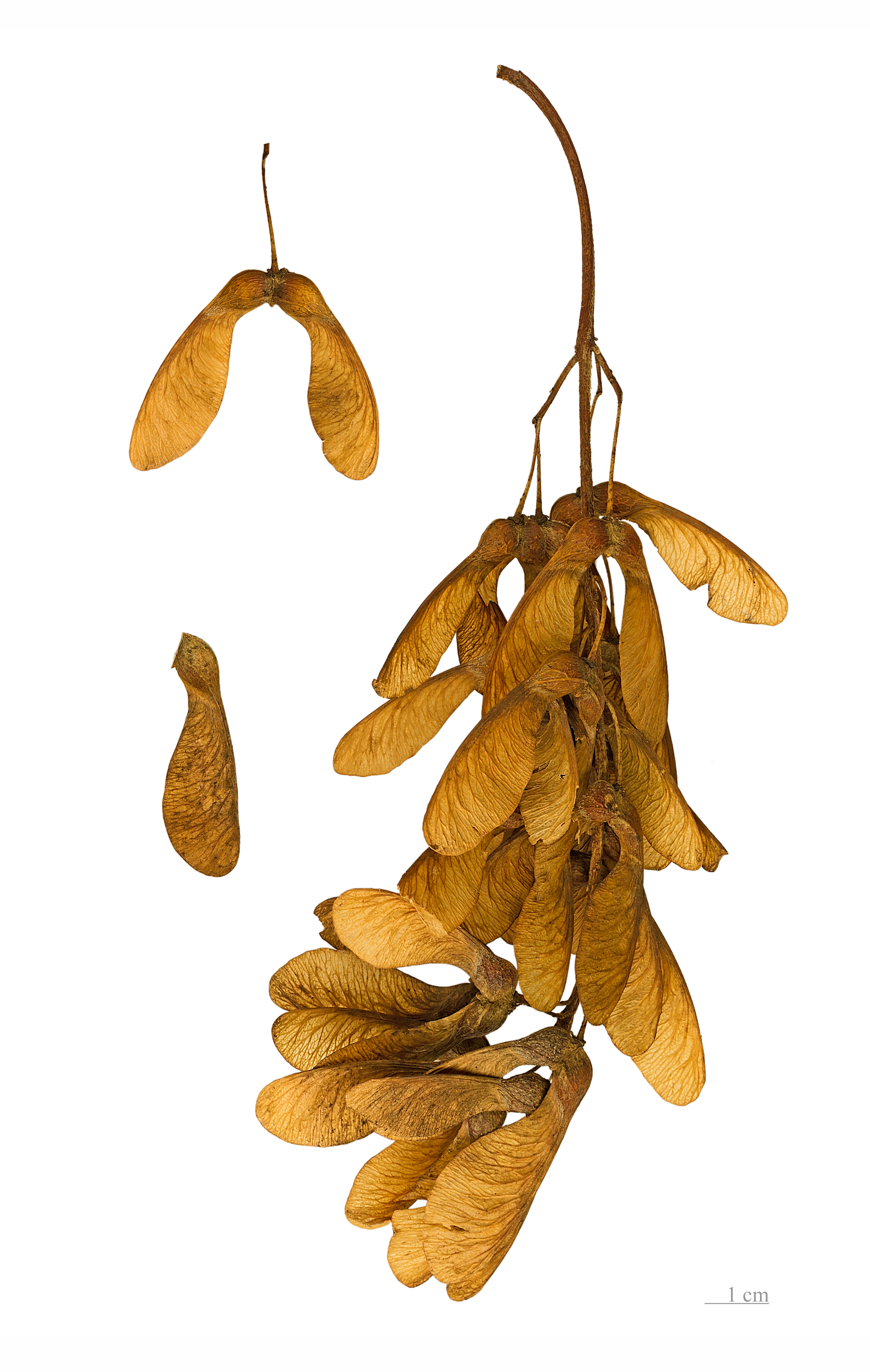
Acer pseudoplatanus

시과는 평평한 섬유질의 날개가 달린 열매이다. 얇은 조직은 씨방의 벽이 진화한 것이다. 시과는 열매가 익어도 터지지 않는다. 날개가 있어서 바람을 타고 씨를 어미 나무에서 멀리 보낼 수 있다.
- 느릅나무속은 날개의 가운데에 씨가 있다.
- 단풍나무속과 물푸레나무속은 씨가 날개 한 쪽에 쏠려 있어서 열매가 떨어질 때 나선 모양으로 빙글빙글 돌며 떨어진다.

## 같이 보기
- 열매